# Bob Wyllie
Bob Wyllie, diminutivo di Robinson Gourlay Nicholl Wyllie (Dundee, 4 aprile 1929 – Alfreton, maggio 1981) è stato un calciatore scozzese, di ruolo portiere.

## Carriera
Dopo aver giocato a livello giovanile nel Monifieth Tayside esordisce tra i professionisti nel 1949, all'età di 20 anni, con la maglia del Dundee Utd, club della prima divisione scozzese, con cui gioca per quattro stagioni consecutive disputando in totale 86 partite di campionato. 
Successivamente si trasferisce in Inghilterra, per giocare in prima divisione con il Blackpool, dove pur scendendo saltuariamente in campo non riesce mai a guadagnarsi un posto da titolare: in tre campionati consecutivi di prima divisione, gioca infatti complessivamente 13 partite. Gioca poi un numero identico di partite anche con la maglia del West Ham Utd, altro club di prima divisione, nel quale milita dal 1956 al 1958; nella stagione 1958-1959 gioca invece 5 partite in terza divisione con il Plymouth. Si trasferisce infine al Mansfield Town, club di quarta divisione, con cui si guadagna invece un posto da titolare giocando in totale 92 partite di campionato nell'arco di tre stagioni; lascia gli Stags nell'estate del 1962 per andare a chiudere la carriera ai semiprofessionisti dell'Ilkeston Town.
In carriera ha giocato complessivamente 123 partite nei campionati della Football League, scendendo in campo almeno una volta in ciascuna delle quattro divisioni che la componevano.

## Palmarès

### Club

#### Competizioni regionali
- Forfarshire Cup: 1

Dundee United: 1950-1951